# Julio César Cortés
Julio César Cortés (ur. 29 marca 1941 w Montevideo, zm. 24 lipca 2025 w Kostaryce) – piłkarz urugwajski noszący przydomek El Pocho, napastnik, rozgrywający, później trener.

## Kariera piłkarska
Cortés pierwsze kroki stawiał w klubie Sud América Montevideo skąd w 1962 przeszedł do CA Cerro. W 1965 przeniósł się do Argentyny, by występować w barwach Rosario Central.

### Peñarol – sukcesy klubowe
W Rosario Cortés grał tylko jeden sezon, po czym w 1966 wrócił do Urugwaju, tym razem do klubu CA Peñarol. Stał się członkiem pierwszej drużyny, w której grali tacy piłkarze jak Pedro Rocha, Alberto Spencer, Julio César Abbadie czy Omar Caetano. Peñarol wygrał Copa Libertadores 1966, a Cortés zdobył 23 kwietnia bramkę decydująca o awansie do finału w spotkaniu z odwiecznym rywalem – Club Nacional de Football. W finale Peñarol potrzebował trzech meczów, by wykazać wyższość nad argentyńskim klubem River Plate i po raz trzeci sięgnąć po Puchar Wyzwolicieli. Jeszcze w tym samym roku Cortés pomógł Peñarolowi pokonać Real Madryt w meczach o Puchar Interkontynentalny. Cortés grając w barwach Peñarolu dwukrotnie został mistrzem Urugwaju – w 1967 i 1968.

### Reprezentacja Urugwaju 1962-70
Od 1962 do 1970 Cortés rozegrał w reprezentacji Urugwaju 30 meczów i zdobył 3 bramki. Zadebiutował 2 maja 1962 w wygranym 3:2 ze Szkocją meczu w Glasgow, który miał miejsce na krótko przed finałami mistrzostw świata w 1962 roku, na których Cortés zagrał tylko w jednym meczu (z ZSRR). Był także w kadrze Urugwaju na finały mistrzostw świata w 1966 i 1970 roku, stając się jednym z sześciu piłkarzy Urugwajskich, którzy byli w kadrze narodowej w trzech turniejach finałowych mistrzostw świata.
Na mistrzostwach w 1966 Cortés zdobył jedną z dwóch bramek w zwycięskim meczu z Francją. W grupie grał także w meczach z Anglią i Meksykiem. Urugwaj na tym turnieju dotarł do ćwierćfinału, gdzie wyeliminowany został przez Niemcy.
Cztery lata później w Meksyku zagrał we wszystkich sześciu meczach. Urugwaj po wyjściu z grupy (Izrael, Włochy i Szwecja) i pokonaniu w ćwierćfinale ekipy ZSRR dotarł do półfinału, gdzie przegrał z Brazylią. W meczu o 3. miejsce z Niemcami Cortés zaliczył 11 występ w finałach mistrzostw świata – jest to jak dotąd drugi najlepszy wynik osiągnięty przez piłkarza Urugwaju po bramkarzu i klubowym koledze Cortésa Mazurkiewiczu, który zagrał w finałach 13 razy. Mecz z Niemcami okazał się ostatnim występem Cortésa w barwach narodowych.
Nigdy w swojej piłkarskiej karierze nie zagrał w turnieju Copa América.

## Kariera trenerska
Po zakończeniu kariery piłkarskiej w Kostaryce w drugiej połowie lat 70., Cortés postanowił zostać trenerem. W nowej roli przez trzy dekady kierował wieloma klubami Kostaryki, Gwatemali i Salwadoru.
W 1983 Cortés poprowadził klub Suchitepéquez do jedynego jak dotąd tytułu mistrza Gwatemali. Następnie w latach 80. i 90. trenował inne kluby gwatemalskie – Juventud Retalteca, Comunicaciones, Xelajú oraz Aurora. W Kostaryce prowadził w latach 90. i na początku XXI wieku drużyny Turrialba F.C i Deportivo Saprissa. Potem trenował salwadorski klub Águila, następnie gwatemalski Deportivo Jalapa i kostarykański San Carlos (w 2007).

### Reprezentacja Gwatemali (1987 i 2000-2003)
W 1987 Cortés objął pieczę nad reprezentacją Gwatemali, biorącej w tym roku udział Igrzyskach Panamerykańskich. Drugi okres pracy z reprezentacją Gwatemali rozpoczął się w czerwcu 2000 roku i trwał on do 2003 roku. Był to jeden z najdłuższych okresów, w których ten sam trener nieprzerwanie prowadził gwatemalską drużynę narodową. W okresie tym Cortés przegrał eliminacje do finałów mistrzostw świata w 2002 roku, ale za to wygrał turniej UNCAF Cup 2001, zdobywając mistrzostwo Ameryki Środkowej. Dwa lata później zdobył wicemistrzostwo Ameryki Środkowej (drugie miejsce w turnieju UNCAF Cup 2003).
Po tym, jak w kwietniu 2003 został odwołany ze stanowiska trenera reprezentacji Gwatemali, Cortés oskarżył gwatemalską federację piłkarską (FEDEFUT) o złamanie umowy, żądając wypłaty przysługującej mu części gaży. Trener przedstawił swoje żądania FIFA, która nakazała, by FEDEFUT wypłaciła zaległe pobory. We wrześniu 2006 FEDEFUT oskarżyła Cortésa przed lokalnym sądem o defraudację pieniędzy. Tak się akurat złożyło, że Cortés, który mieszkał wówczas w Kostaryce, przebywał czasowo w Gwatemali – sąd, przed którym został oskarżony, nakazał, by nie opuszczał kraju.

## Sukcesy

### Piłkarz
- zwycięstwo w Copa Libertadores 1966 (Peñarol)
- Puchar Interkontynentalny: 1966 (Peñarol)
- mistrz Urugwaju: 1967 (Peñarol), 1968 (Peñarol)
- czwarte miejsce na mistrzostwach świata w 1970 (Urugwaj)

### Trener
- mistrz Gwatemali: 1983 (Suchitepéquez)
- zdobywca Pucharu Gwatemali: 1984/85 (Juventud Retalteca), 2005 (Deportivo Jalapa)
- mistrz Ameryki Środkowej: UNCAF Cup 2001 (Gwatemala)
- wicemistrz Ameryki Środkowej: UNCAF Cup 2003 (Gwatemala)